# 宏富苑

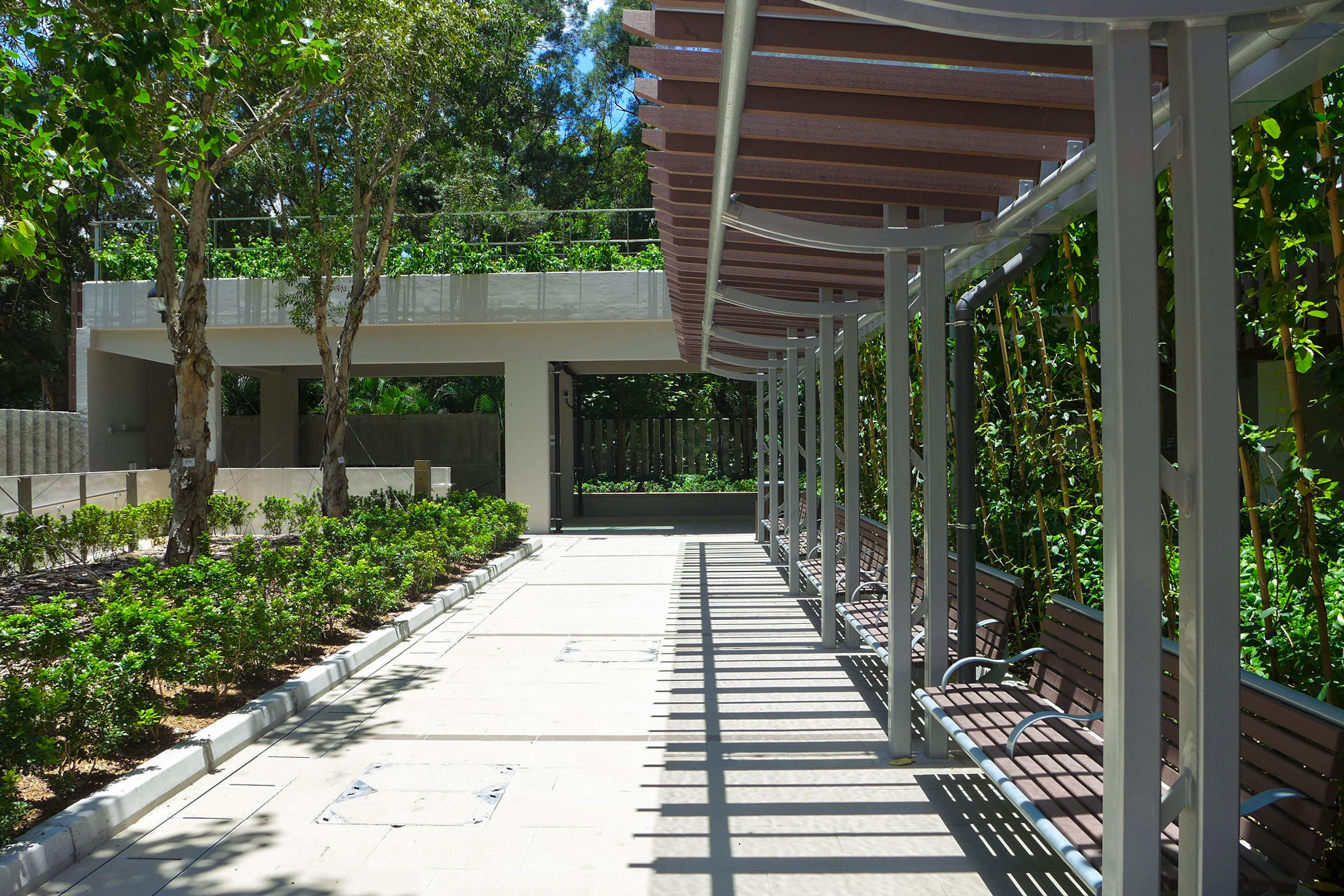
休憩花園

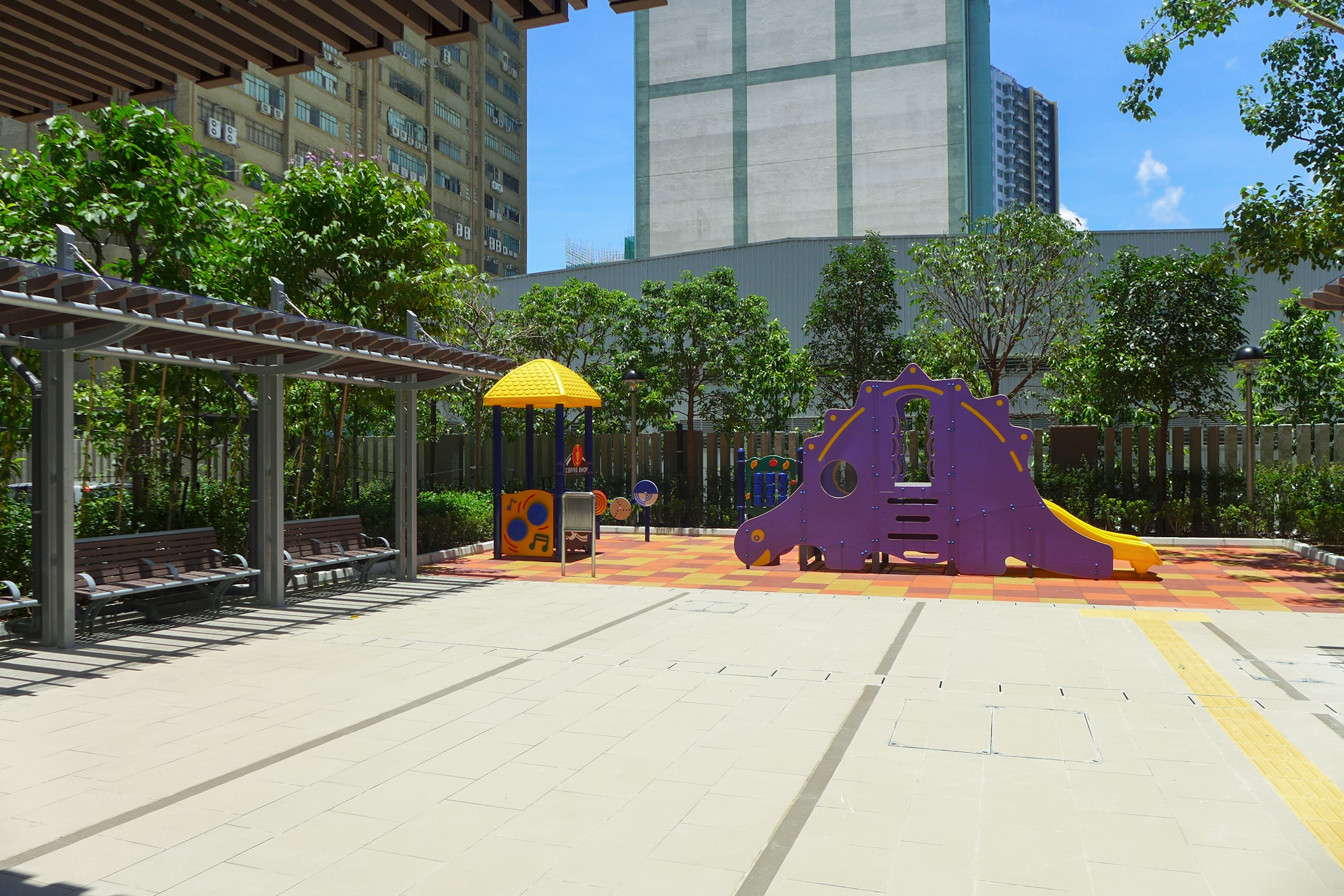
兒童遊樂場

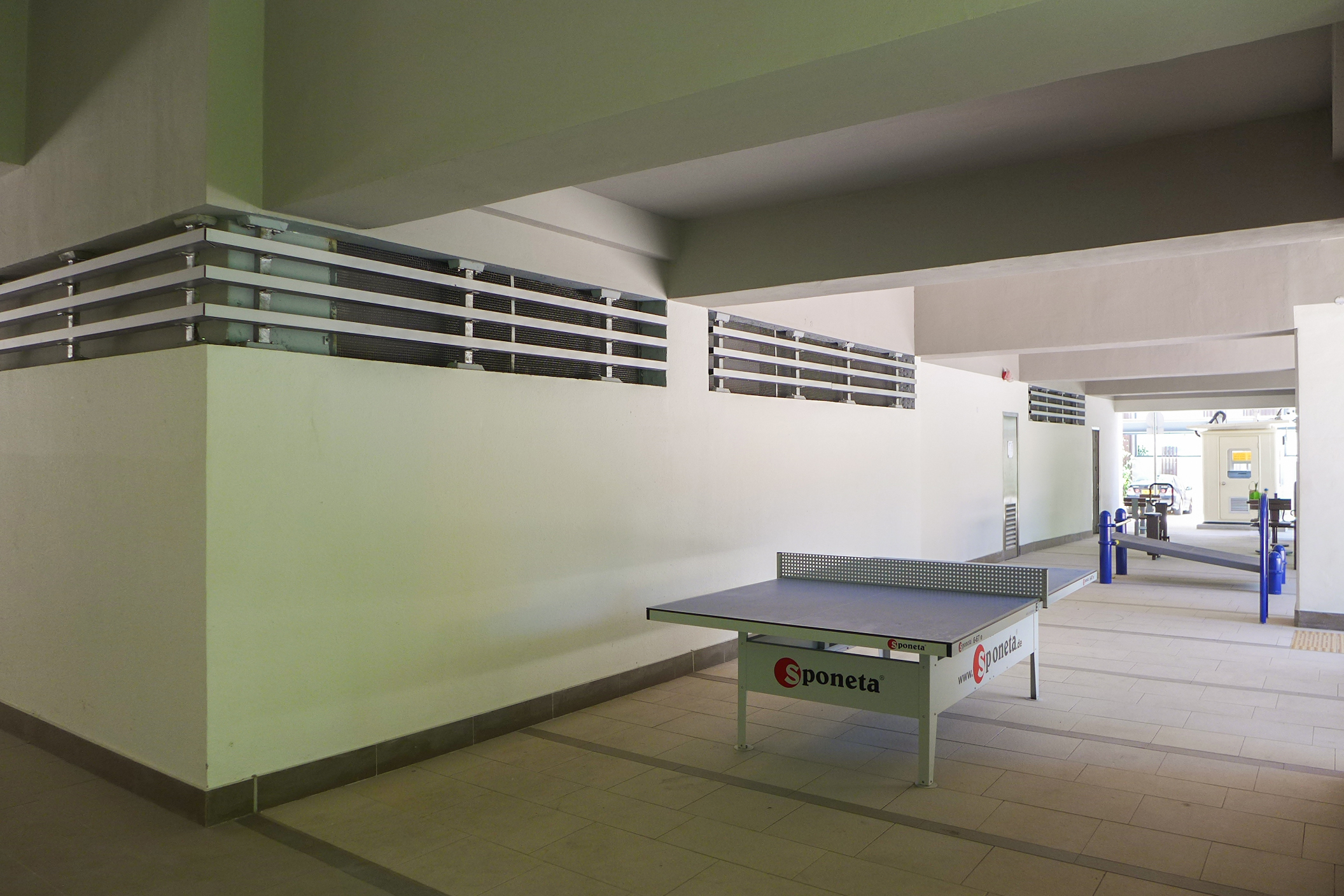
乒乓球枱（前）和健體區

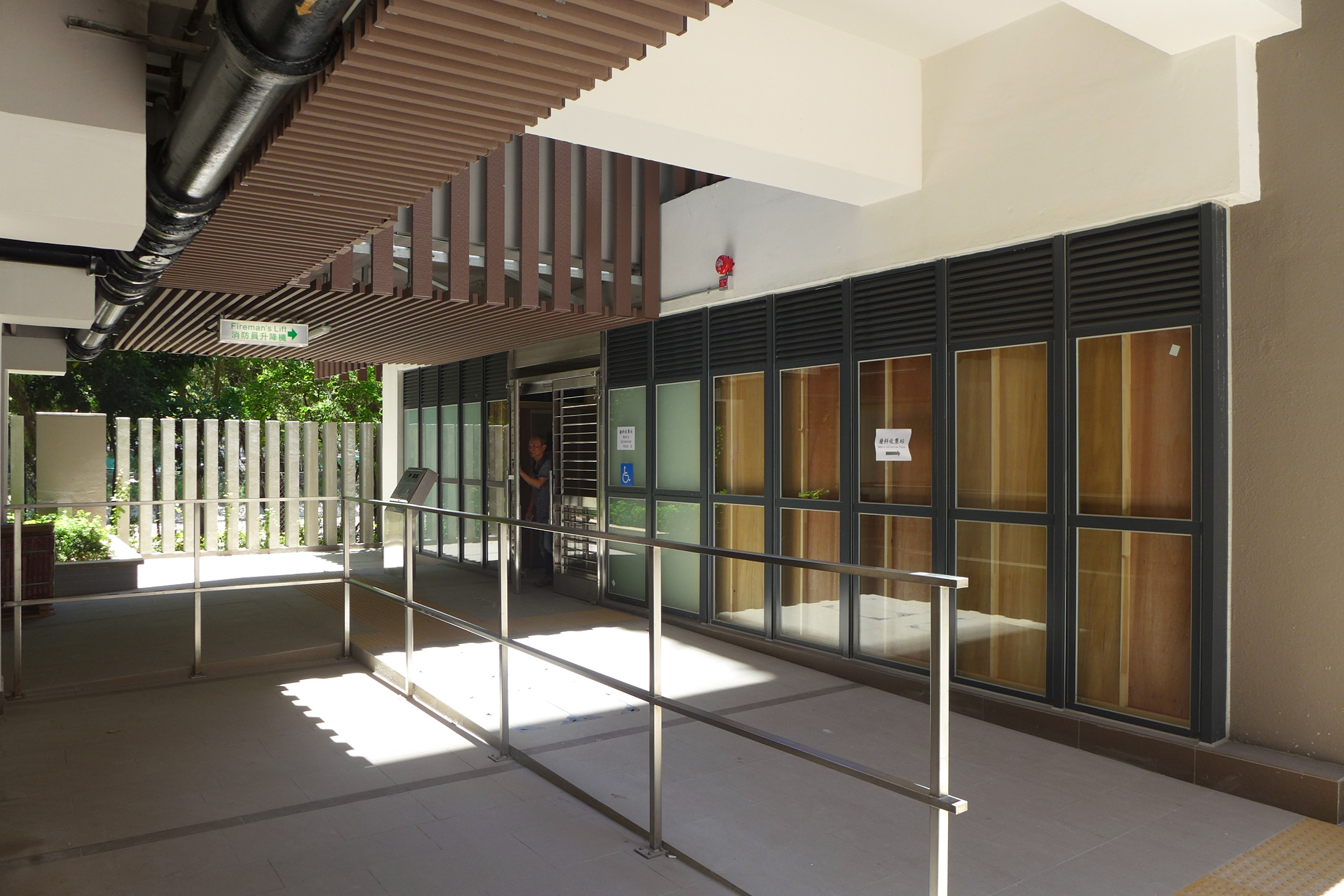
大廈入口

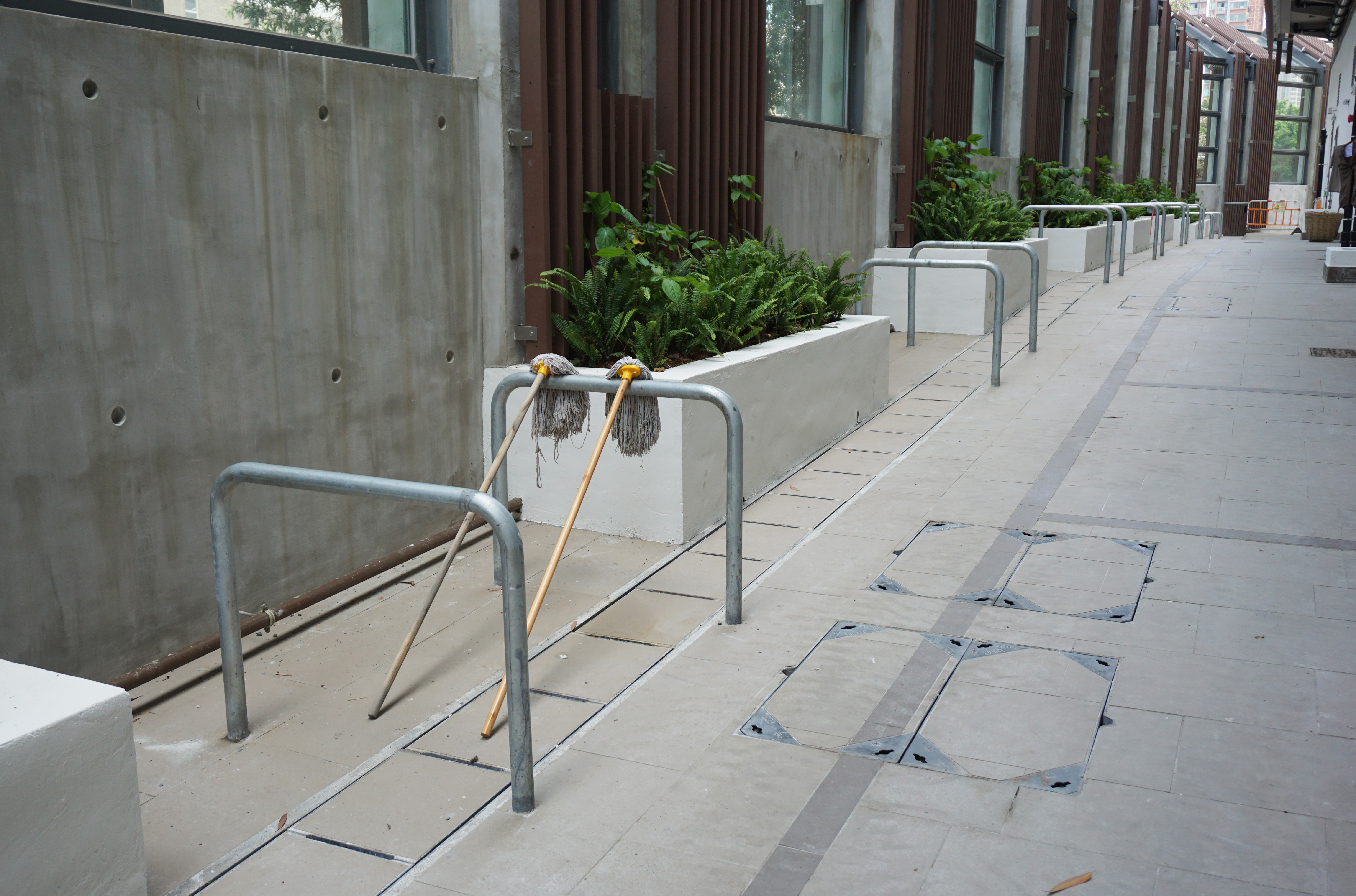
單車停泊處

宏富苑（英語：Wang Fu Court）是香港房屋委員會在元朗區的居者有其屋屋苑之一，項目編號為YL44，位於新界元朗區宏業西街29號，山貝河河畔。屋苑位於元朗工業邨以南一帶的工廠區之中，鄰近多座工廠大廈，由於溶洞關係，宏富苑在售樓說明書中已說明此屋苑採用浮筏式地基設計。
屋苑為單幢式設計，於2017年4月落成，是香港政府近年復建居屋的首批屋苑之中，第一個落成及入伙的屋苑，亦是繼2005年落成的東濤苑後，12年來首個全新建成的居屋屋苑。

## 屋苑資料

### 樓宇
屋苑建有1幢大廈，分兩翼各樓高12層，實用面積約434至443平方呎，總承建商為俊和建築有限公司。大廈採用非標準設計大廈設計，可是2至11樓多達22伙，住戶或需時等候升降機，不少單位亦互相對望屋苑樓景。屋苑售價為214萬元至267萬元。由於位置較偏僻，加上單位設計欠佳，為2015年度居者有其屋計劃中銷售率最差的屋苑，截止2015年7月7日只賣出46伙，銷售率僅20%。
| 樓宇名稱 | 樓宇類型                    | 落成年份 | 樓宇層數（住宅層數） | 每層伙數              | 單位數目（伙） | 建築師              | 承建商           | 提供升降機的廠商 |
| -------- | --------------------------- | -------- | -------------------- | --------------------- | -------------- | ------------------- | ---------------- | ---------------- |
| 宏富苑   | 非標準設計大廈 （其他類型） | 2017年   | 12（1-11樓）         | 9（1樓） 22（2-11樓） | 229            | 房屋署總建築師（4） | 俊和建築有限公司 | 三菱             |

## 設施
屋苑內設兒童遊樂場、乒乓球枱、健體區和休憩花園，停車場設於地面。

## 建築圖集

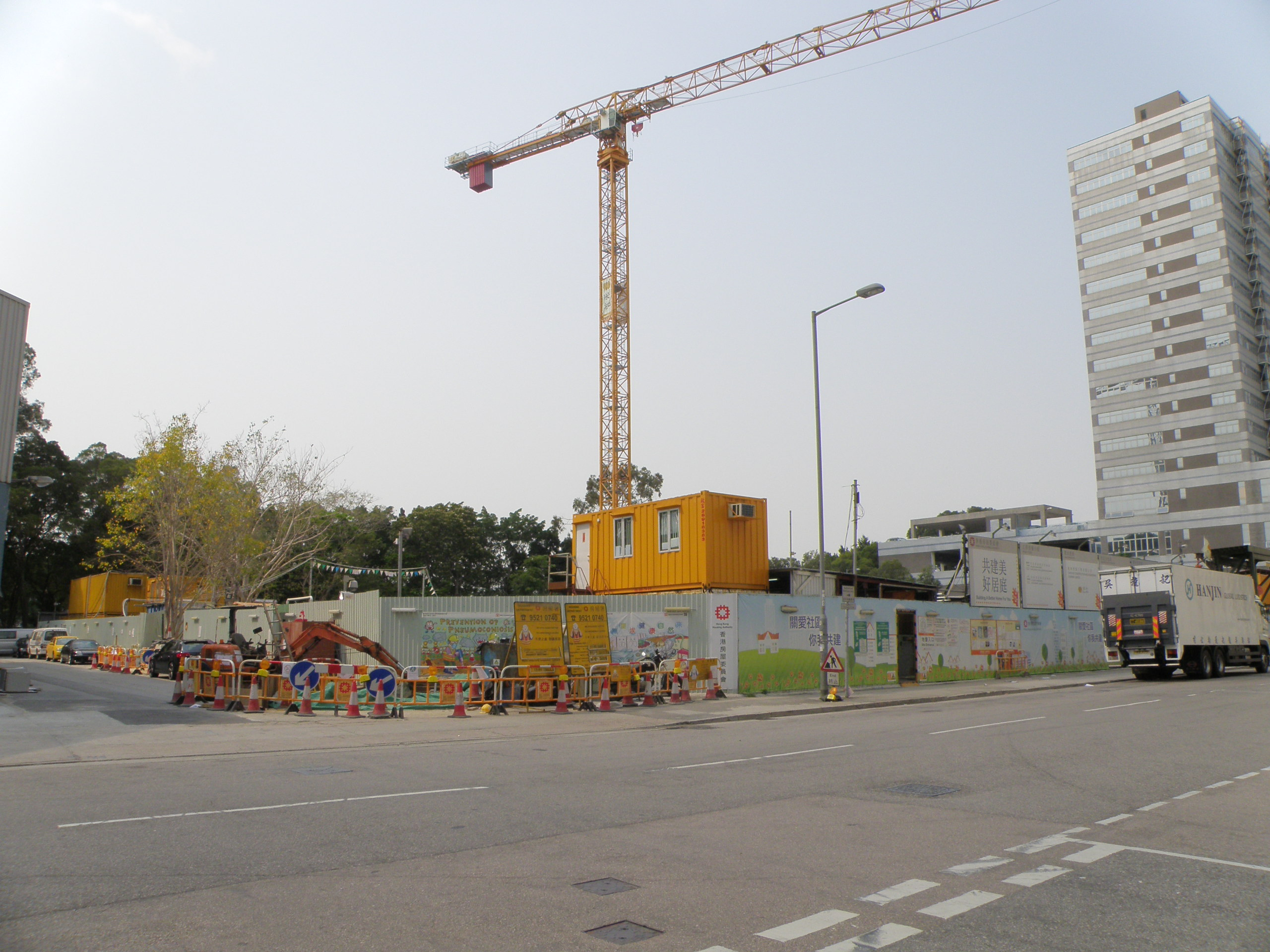
2015年4月
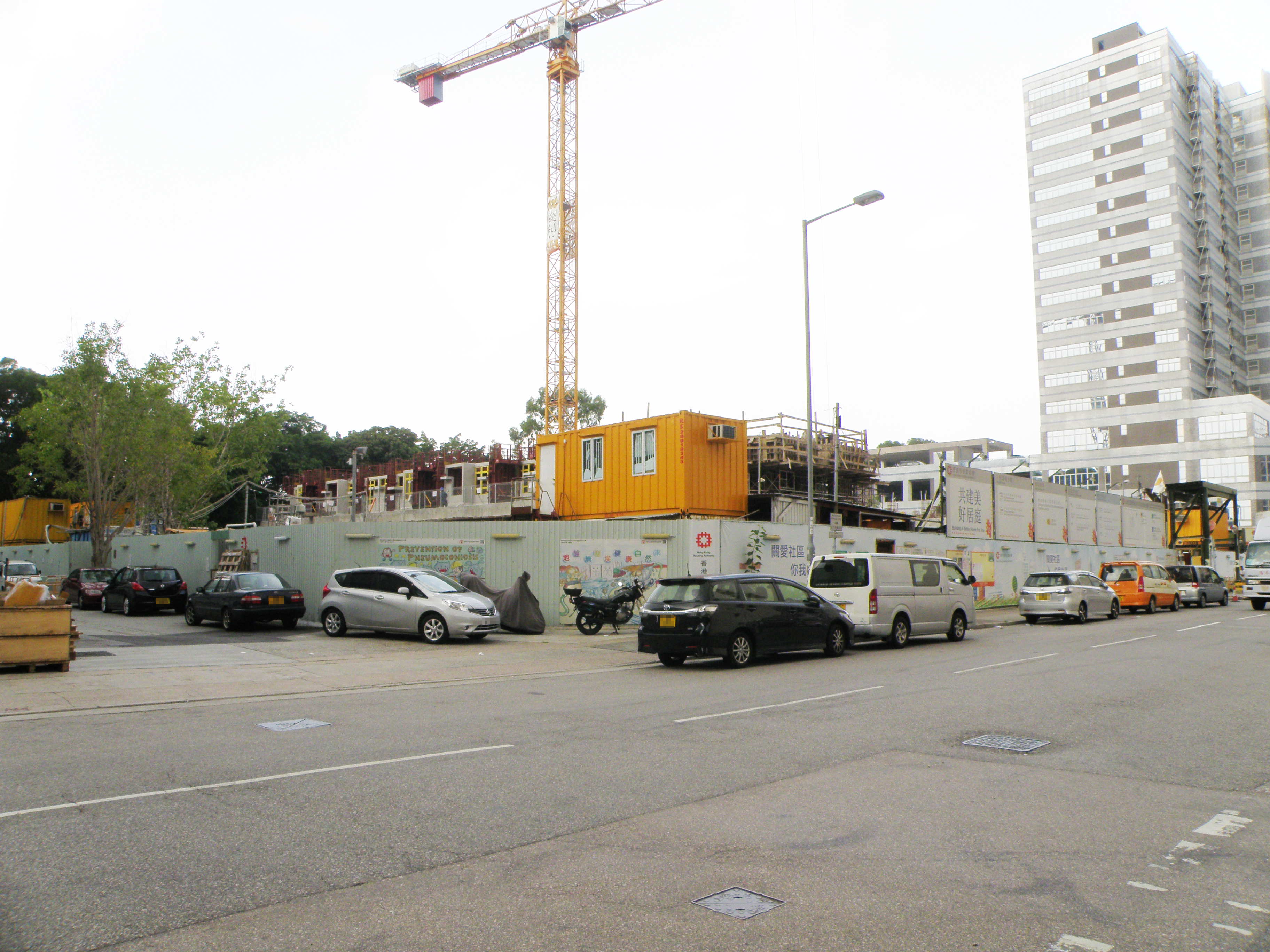
2015年9月
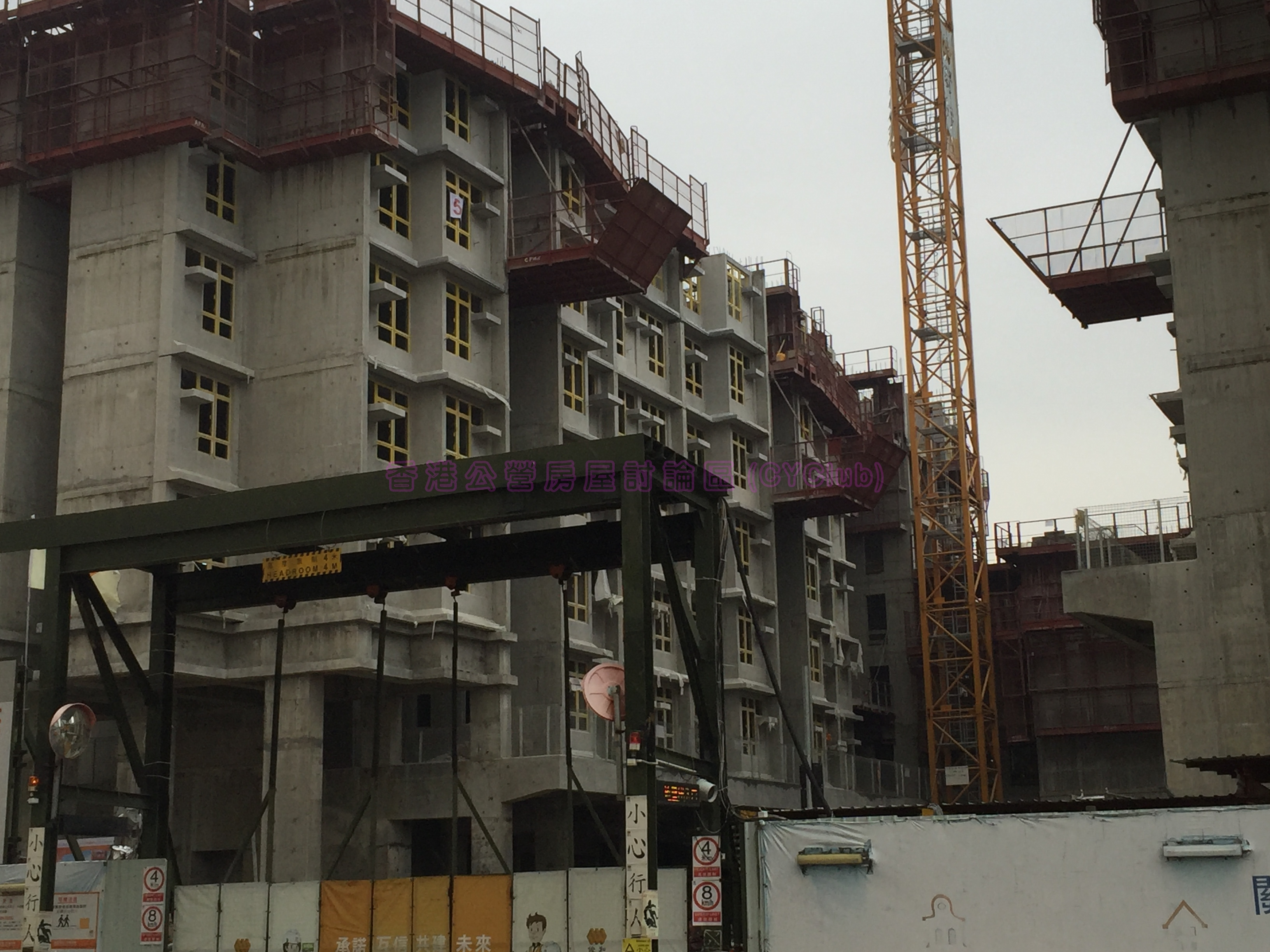
2015年12月
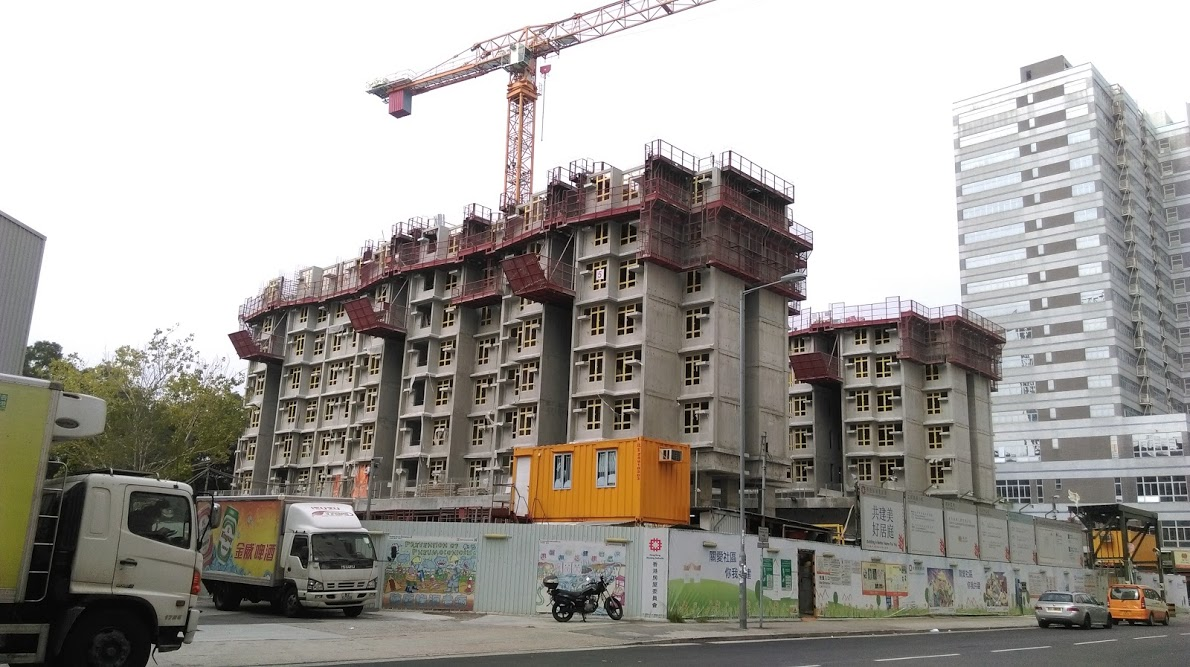
宏富苑南面（2015年12月）
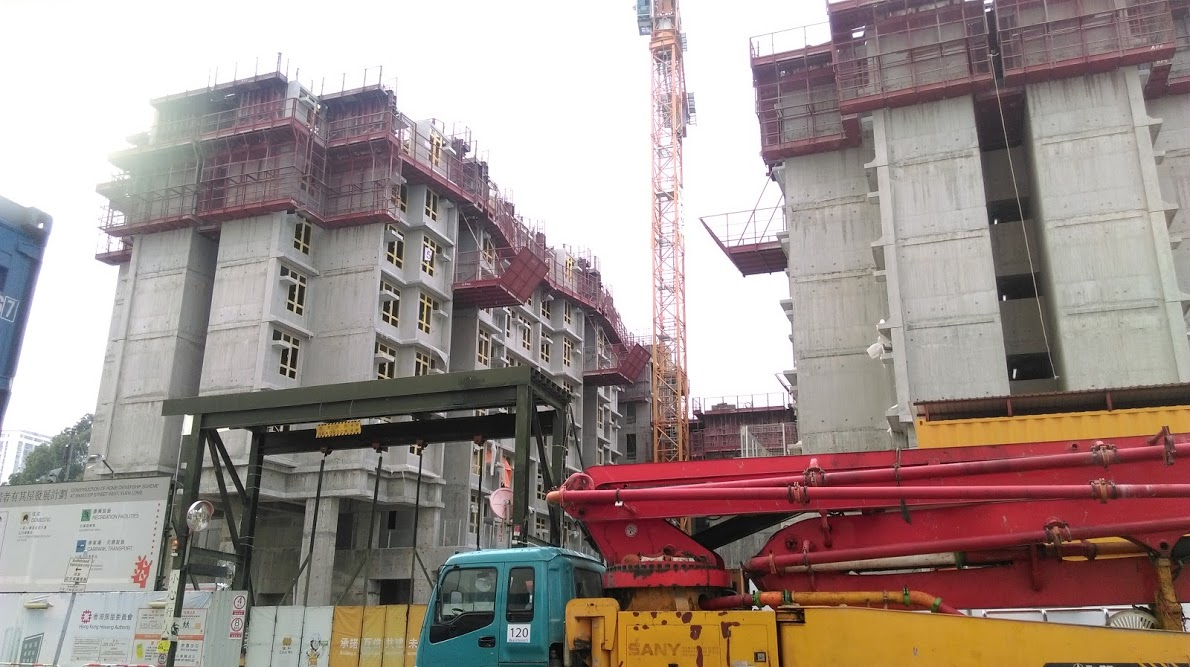
宏富苑東南面（2015年12月）
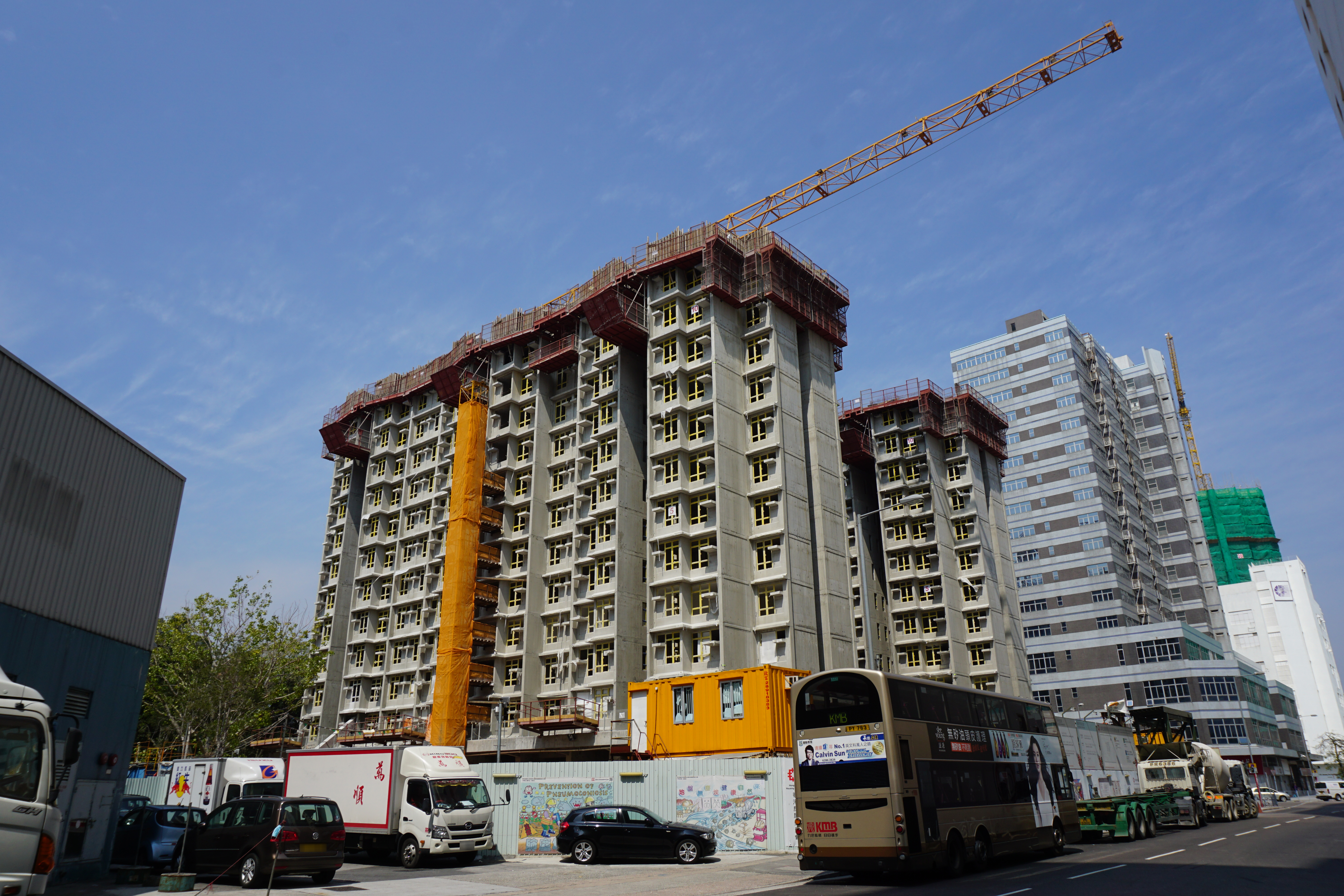
宏富苑南面（2016年2月）
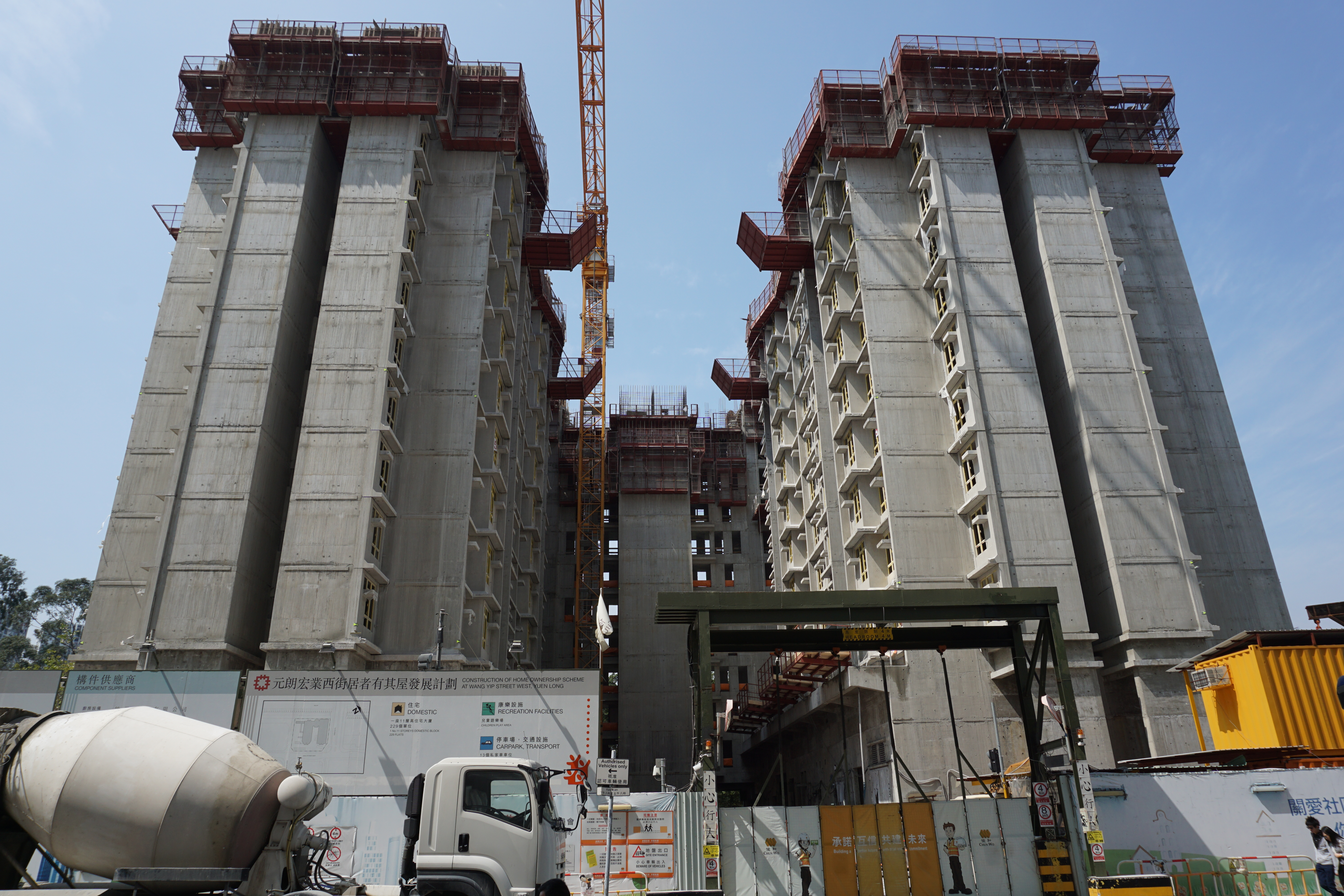
宏富苑東南面（2016年2月）
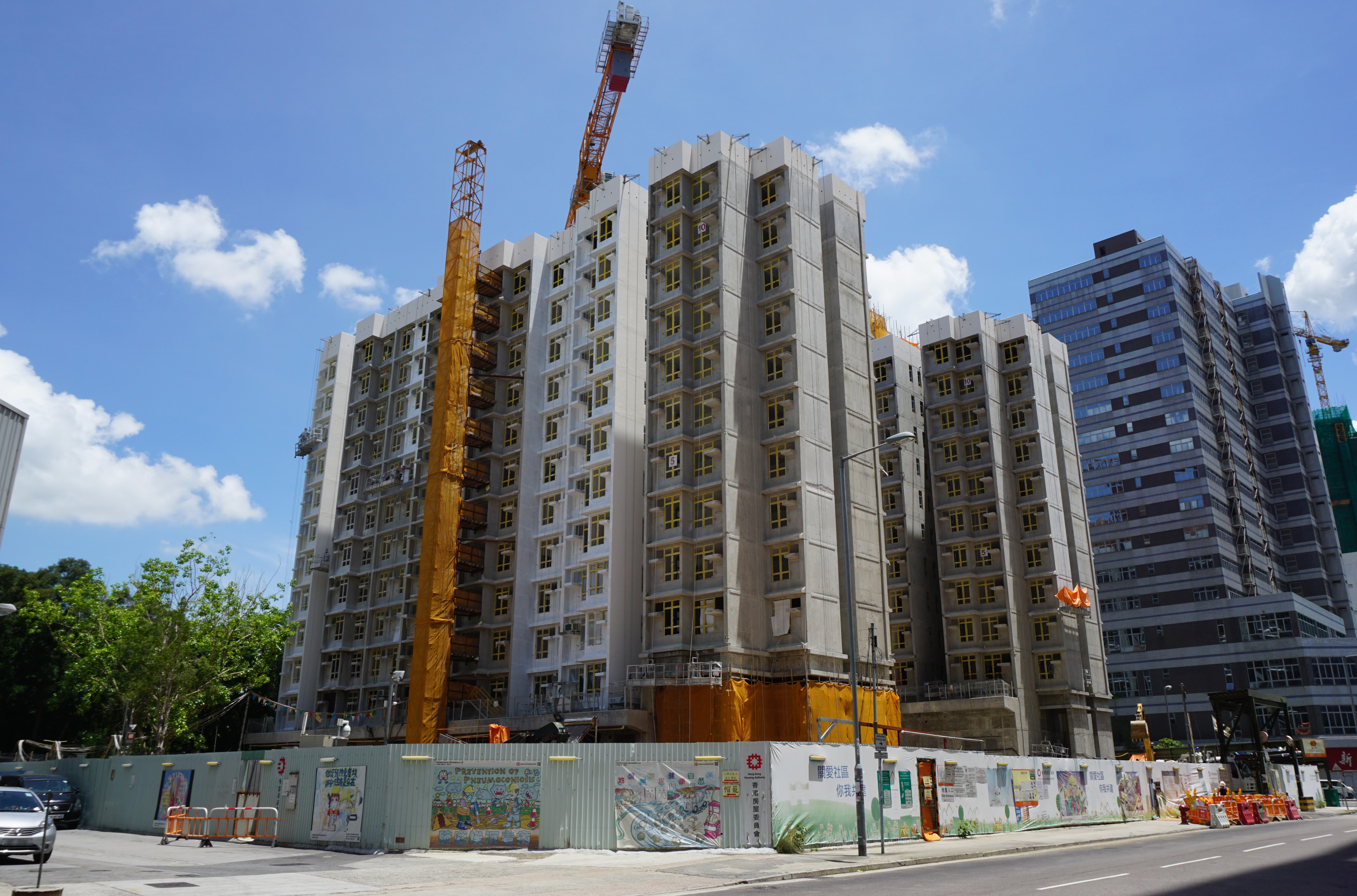
已平頂的宏富苑南面（2016年6月）
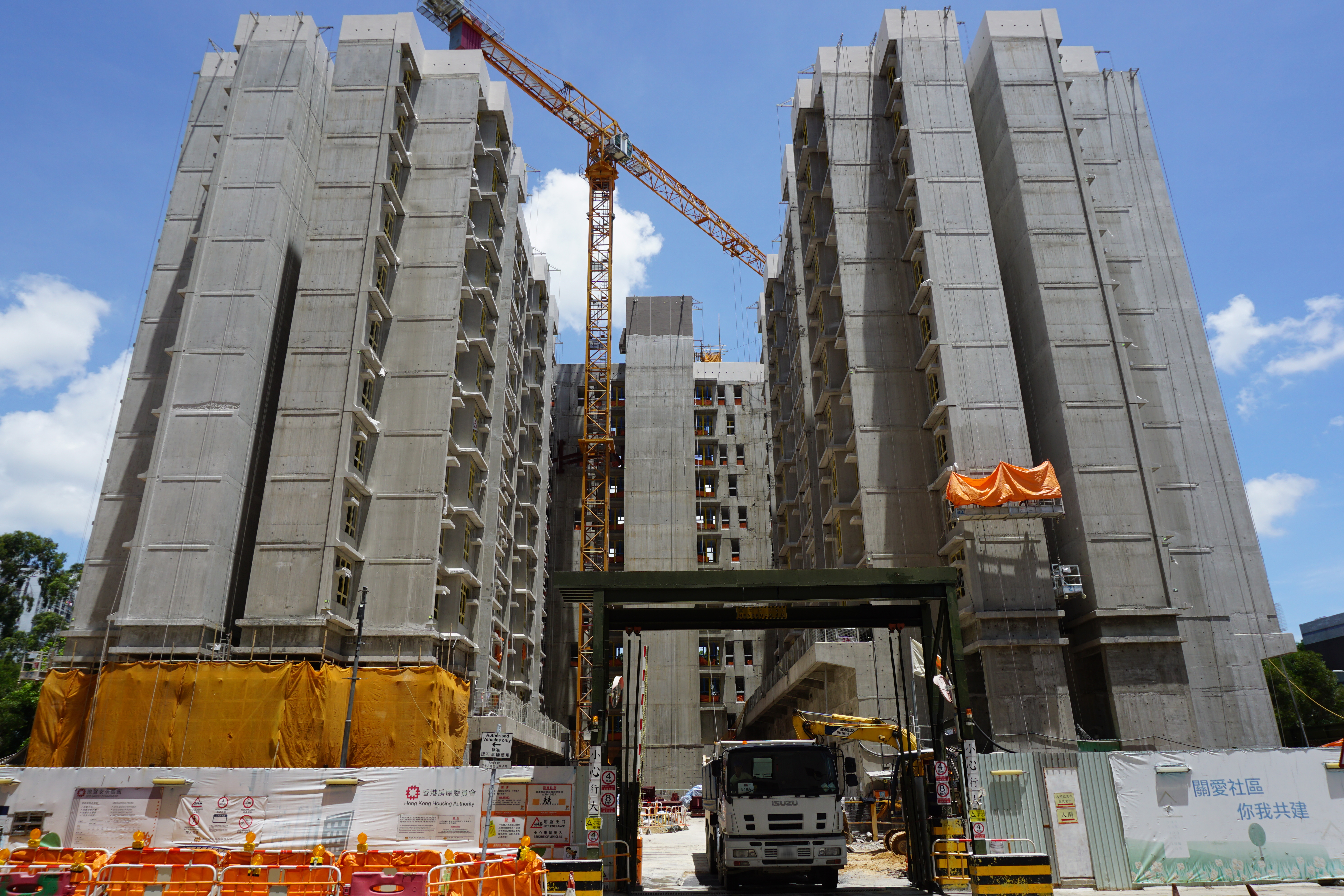
已平頂的宏富苑東南面（2016年6月）
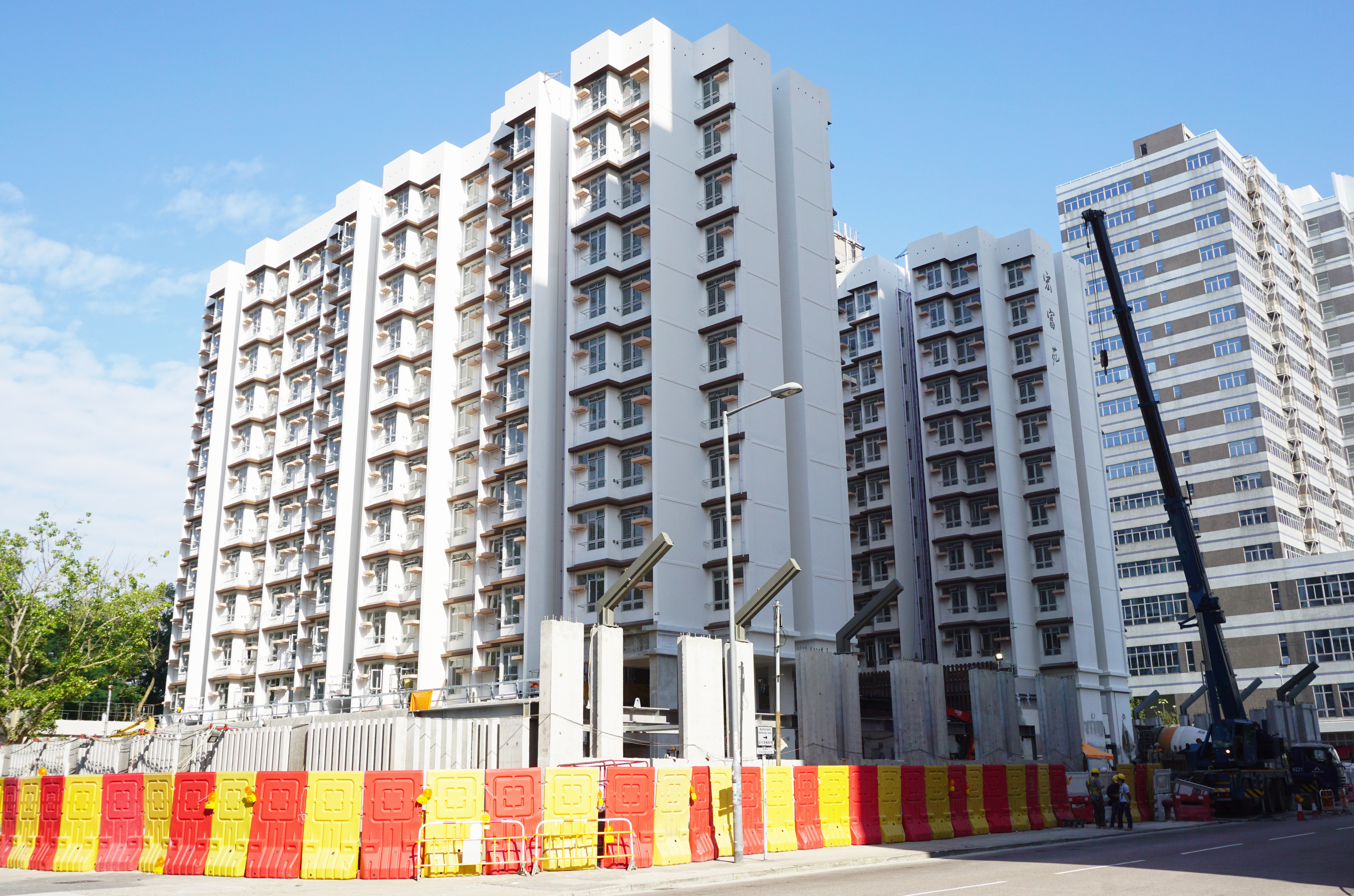
隔音屏工程（2016年11月）

## 交通
由於地理位置偏僻，屋苑交通不算方便，由宏富苑步行至朗屏站需時約10分鐘。

## 鄰近建築
- 朗屏邨
- 朗屏8號
- 虹方
- 元朗工業邨
- 朗壹廣場
- 映御

## 外部連結
- 香港房屋委員會 - 出售居者有其屋計劃單位2014（页面存档备份，存于）